# 図書館ロケット
「図書館ロケット」（としょかんロケット）は、2013年10月 - 11月、NHKの音楽番組「みんなのうた」で放送された楽曲。

## 概要
作詞・作曲：畑亜貴、編曲：加藤達也、歌：畑亜貴。主にアニメソングの作詞を手掛けることが多い畑が本曲では作曲と歌唱も手掛けている。
クジラ型のロケットになっている図書館が宇宙を駆け巡り、本によって知識を広めていくという物語を描いた楽曲である。
畑は本曲について図書館を題材にした理由を「私は本と本がたくさんある図書館が大好き，そして宇宙が大好きなので，両方を合わせて旅立ちの浪漫に通じるようにこのテーマを選びました。」と語っており、その他曲中には「戦争という悲劇を繰り返さずに済むように，歴史を紐解いて皆で手を取り合って生きて行こう。」というメッセージも折り込まれている 。
アニメーションは、「ジョジョの奇妙な冒険」シリーズなどの多くのテレビアニメのオープニング映像を手掛けた神風動画が担当した。
2013年にはメトロフォルテレコーズより本曲が収録されたCDがセットで販売された。

## 収録曲
（全作詞、作曲：畑亜貴）
1. 図書館ロケット
  - 2014年に発売された畑のオリジナルアルバム「愛するひとよ真実は誓わずにいよう」にも収録された。
  - 日本コロムビアより2015年に発売されたCD「コロムビアキッズ　NHKみんなのうた 〜しあわせ心♪のうた〜」にも収録されている。
2. ひるまのゆうれい
  - 編曲：森藤晶司
3. 消えた星の子守歌
  - 編曲：森藤晶司
4. 図書館ロケット（TVサイズ）
  - 1曲目のTVサイズ版。放送時間の都合上曲の後半がカットされている。
5. 図書館ロケット（ピアノバージョン）
  - 編曲：久 隆信
6. 図書館ロケット（カラオケ）
7. 図書館ロケット（カラオケTVサイズ）
8. 図書館ロケット（カラオケピアノバージョン）
9. ひるまのゆうれい（カラオケ）
10. 消えた星の子守歌（カラオケ）

その他番組で使用された神風動画のアニメーションが収録されたDVDと描き下ろしのイラスト冊子が付属している。